# Leyka Archibold
Leyka Itzel Archibold Samaniego (* 12. September 1997) ist eine panamaische Leichtathletin, die sich auf den Hürdenlauf spezialisiert hat.

## Sportliche Laufbahn
Erste Erfahrungen bei internationalen Meisterschaften sammelte Leyka Archibold im Jahr 2013, als sie bei den Zentralamerikameisterschaften in Managua in 1:05,80 min den fünften Platz im 400-Meter-Hürdenlauf belegte. Im Jahr darauf siegte sie in 25,47 s im 200-Meter-Lauf bei den Juniorenzentralamerikameisterschaften ebendort und sicherte sich in 1:04,96 min die Silbermedaille über 400 m Hürden. Anschließend belegte sie bei den CAC-Juniorenmeisterschaften in Morelia in 1:07,35 min den siebten Platz. Daraufhin nahm sie an den Olympischen Jugendspielen in Nanjing teil und wurde dort in 1:04,13 min Siebte im B-Finale. Anschließend belegte sie bei den Jugendsüdamerikameisterschaften in Cali in 1:03,36 min den vierten Platz über 400 m Hürden. 2015 gewann sie bei den Juniorensüdamerikameisterschaften in Cuenca in 1:01,97 min die Silbermedaille und anschließend gewann sie bei den Zentralamerikameisterschaften in Managua in 1:03,65 min die Silbermedaille hinter Ana María Porras aus Costa Rica. Zudem siegte sie in 47,40 s mit der panamaischen 4-mal-100-Meter-Staffel. Daraufhin schied sie bei den Panamerikanische Juniorenmeisterschaften in Edmonton mit 1:03,35 min im Vorlauf aus. Im Jahr darauf gewann sie bei den CAC-Juniorenmeisterschaften in San José in 56,64 s die Bronzemedaille im 400-Meter-Lauf und sicherte sich in 1:02,92 min die Silbermedaille über 400 m Hürden.
2019 gewann sie bei den Zentralamerikameisterschaften in Managua in 1:03,49 min die Bronzemedaille über 400 m Hürden und sicherte sich im Staffelbewerb die Silbermedaille. Im Jahr darauf gewann sie bei den Zentralamerikameisterschaften in San José in 60,20 s die Silbermedaille hinter der Costa-Ricanerin Daniela Rojas. Auch bei den Zentralamerikameisterschaften 2021 ebendort gewann sie in 1:04,54 s eine Silbermedaille, diesmal über 400 m Hürden. 2023 belegte sie bei den Zentralamerikameisterschaften in Managua in 58,82 s den vierten Platz über 400 Meter und gewann in 1:03,54 min die Silbermedaille im Hürdenlauf. Zudem sicherte sie sich mit der 4-mal-400-Meter-Staffel in 4:08,80 min die Bronzemedaille. Im Jahr darauf gewann sie bei den Zentralamerikameisterschaften in San José in 14,11 s die Silbermedaille im 100-Meter-Hürdenlauf und siegte in 1:05,51 min über 400 m Hürden. Zudem gewann sie in der 4-mal-100-Meter-Staffel in 49,99 s die Bronzemedaille und gewann in der 4-mal-400-Meter-Staffel in 4:02,11 min die Silbermedaille. Anschließend belegte sie bei den Südamerikameisterschaften in São Paulo in 14,52 s den sechsten Platz über 100 m Hürden und gelangte mit 1:03,81 min auf Rang fünf über 400 m Hürden. 2024 belegte sie bei den Zentralamerikameisterschaften in San Salvador in 14,33 s den vierten Platz über 100 m Hürden und wurde auch über 400 m Hürden in 66,17 s Vierte. Im Jahr darauf gelangte sie bei den Hallensüdamerikameisterschaften in Cochabamba in 8,53 s den vierten Platz im 60-Meter-Hürdenlauf. Ende April belegte sie bei den Südamerikameisterschaften in Mar del Plata in 13,95 s und 63,44 s jeweils den sechsten Platz über 100 Hürden und 400 m Hürden.
2021 und 2024 wurde Archibold panamaische Meisterin im 400-Meter-Hürdenlauf sowie 2021 über 400 Meter und 2023 und 2024 über 100 m Hürden.

## Persönliche Bestzeiten
- 400 Meter: 56,64 s, 22. Mai 2016 in San José
- 100 m Hürden: 13,85 s (+1,5 m/s), 14. März 2025 in Bogotá
  - 60 m Hürden (Halle): 8,53 s, 23. Februar 2025 in Cochabamba
- 400 m Hürden: 60,36 s, 6. April 2025 in Bogotá